# Ambrosio Fregolente
Ambrósio Fregolente (São Paulo, 15 de outubro de 1912 — Rio de Janeiro, 19 de março de 1979) foi um ator brasileiro.
Ainda jovem, transferiu-se para o Rio de Janeiro, com a intenção de estudar medicina. Iniciou o curso em meados dos anos 1940, mas logo interromperia esse projeto, para se dedicar à profissão de ator.
Fregolente começou a carreira de ator aos 33 anos. Foi um dos atores que mais personificaram  personagens de Nelson Rodrigues no cinema e no teatro. Era considerado como intérprete perfeito para os personagens criados por Nelson Rodrigues. O auge de sua carreira ocorreu nas  décadas de 1950, com as chanchadas da Atlântida, e de 1960, com filmes dos mais diferentes gêneros, como O Homem do Sputnik, Cala a Boca, Etelvina, Cidade Ameaçada, Assalto ao Trem Pagador, Bonitinha, mas Ordinária, Crônica da Cidade Amada, O Beijo, O Mundo Alegre de Helô, O Homem que Comprou o Mundo, A Penúltima Donzela e Os Paqueras.
Afinal, em 1965, concluiu o curso  de medicina, com especialização em psiquiatria, ele exerceu a profissão por mais de dez anos, em um consultório na cidade do Rio de Janeiro, ao mesmo tempo que brilhava nas telas e nos palcos. Quando se formou, aos 53 anos, ligou para seu amigo Nelson Rodrigues para contar a novidade. Esse episódio foi depois contado pelo escritor em uma crônica publicada em 1966.
Na década de 1970 se destacaria por importantes papéis nos filmes Sedução, O Ibrahim do Subúrbio, O Casamento, Anchieta, José do Brasil e Gargalhada Final.
Na TV teve poucas oportunidades, mas participou das telenovelas Dona Xepa, Sinhazinha Flô e Dancin' Days.
Ao longo de sua vida, participou de mais de cem filmes e peças de teatro - marca que poucos atores brasileiros conseguiram igualar. Quando faleceu, aos 66 anos, vítima de infarto do miocárdio, participava das filmagens de Amante latino, de Pedro Carlos Rovai.

## Filmografia

### Cinema
| Ano  | Título                                        | Personagem                   |
| ---- | --------------------------------------------- | ---------------------------- |
| 1946 | Sempre Resta Uma Esperança                    | —                            |
| 1949 | Almas Adversas                                | Zé Doido                     |
| 1949 | A Mulher de Longe                             | —                            |
| 1950 | A Sombra da Outra                             | —                            |
| 1950 | Estrela da Manhã                              | Faroleiro                    |
| 1950 | Não É Nada Disso                              | —                            |
| 1951 | Coração Materno                               | —                            |
| 1951 | Tocaia                                        | Zé Pedro                     |
| 1951 | Garota Mineira                                | —                            |
| 1952 | Três Vagabundos                               | Azevedo                      |
| 1952 | Brumas da Vida                                | Alberto                      |
| 1952 | Noivas do Mal                                 | —                            |
| 1953 | Balança Mas Não Cai                           | —                            |
| 1953 | A Dupla do Barulho                            | Sr. Moreira                  |
| 1954 | Marujo Por Acaso                              | —                            |
| 1954 | Rua Sem Sol                                   | —                            |
| 1957 | Absolutamente Certo                           | Pai de Raul                  |
| 1958 | O Barbeiro que se Vira                        | Clementino                   |
| 1958 | Minha Sogra É da Polícia                      | Dr. Aranha                   |
| 1959 | O Homem do Sputnik                            | —                            |
| 1960 | Cidade Ameaçada                               | —                            |
| 1960 | Só Naquela Base                               | Xavier                       |
| 1962 | Assalto ao Trem Pagador                       | Ruy, tio de Edgar            |
| 1963 | Bonitinha, mas Ordinária                      | Hector Wernek                |
| 1964 | O Beijo                                       | Cunha                        |
| 1964 | Asfalto Selvagem                              | Tio Nonô                     |
| 1965 | Crônica da Cidade Amada                       | —                            |
| 1966 | Gern hab’ ich die Frauen gekillt              | Harry Brenton                |
| 1966 | Paraíba, Vida e Morte de um Bandido           | Monteiro                     |
| 1967 | O Mundo Alegre de Helô                        | Gastão                       |
| 1967 | Arrastão, les amants de la mer                | —                            |
| 1967 | Dick Smart 2007                               | —                            |
| 1968 | O Homem que Comprou o Mundo                   | General do País Reserva 17   |
| 1968 | Enfim Sós... Com o Outro                      | Ângelo                       |
| 1968 | A Virgem Prometida                            | —                            |
| 1969 | As Duas Faces da Moeda                        | Oduvaldo Canaverde           |
| 1969 | A Penúltima Donzela                           | Pai de Tânia                 |
| 1969 | Os Paqueras                                   | Pai de Nonô                  |
| 1970 | O Donzelo                                     | —                            |
| 1970 | Anjos e Demônios                              | Tio Marcos                   |
| 1970 | Um Uísque antes, um Cigarro depois            | Pai de Maria                 |
| 1971 | Como Ganhar na Loteria sem Perder a Esportiva | Jorge                        |
| 1971 | Romualdo e Juliana                            | Sr. Silva                    |
| 1971 | O Bolão                                       | —                            |
| 1972 | Viver de Morrer                               | —                            |
| 1973 | Vai Trabalhar, Vagabundo!                     | —                            |
| 1974 | Sedução                                       | Fausto Belacosa              |
| 1974 | Ainda Agarro Essa Vizinha                     | Síndico                      |
| 1975 | As Aventuras de um Detetive Português         | Analista                     |
| 1975 | O Padre Que Queria Pecar                      | Síndico                      |
| 1976 | O Casamento                                   | Dr. Camarinha                |
| 1977 | Um Marido Contagiante                         | Dr. César                    |
| 1977 | Anchieta, José do Brasil                      | Velho                        |
| 1977 | O Mulherengo                                  | Maestro Giuseppe             |
| 1977 | Ajuricaba, o Rebelde da Amazônia              | Governador João Maia da Gama |
| 1979 | Gargalhada Final                              | Trombada                     |
| 1979 | Amante Latino                                 | Chefão                       |

### Televisão
| Ano  | Título                | Personagem   |
| ---- | --------------------- | ------------ |
| 1953 | Coração Delator       | —            |
| 1965 | 22-2000 Cidade Aberta | Delegado     |
| 1977 | Dona Xepa             | Saraiva      |
| 1977 | Sinhazinha Flô        | Padre Telles |
| 1978 | 'Dancin' Days         | Veiga        |

## Teatro[9]
- 1948 - Hamlet
- 1948 - Medéia
- 1948 - Um Bonde Chamado Desejo
- 1949 - Ele, Ela e o Outro
- 1950 - A Endemoniada
- 1956 - A Casa de Chá do Luar de Agosto
- 1957 - Nossa Vida com Papai
- 1959 - Romanoff e Julieta
- 1959 - Quando se Morre de Amor
- 1962 - Bonitinha, mas Ordinária
- 1964 - O Preço de um Homem
- 1965 - Santa Joana
- 1967 - Os Sete Gatinhos
- 1970 - Jorginho, o Machão
- 1972 - Abelardo e Heloísa
- 1974 - Bonitinha, mas Ordinária